# ジョヴァンニ・デレ・バンデ・ネーレ (軽巡洋艦)
ジョヴァンニ・デレ・バンデ・ネーレ (Giovanni delle Bande Nere) はイタリア海軍の軽巡洋艦。
アルベルト・ディ・ジュッサーノ級。

## 艦歴

### 第二次世界大戦以前
1928年10月31日、起工。1930年4月27日、進水。1931年4月27日、竣工。

### 1940年
第2艦隊の第2戦隊所属で1939年9月1日からの第二次世界大戦に参加。
1940年6月10日、イタリアは第二次世界大戦に枢軸側として参戦し、イギリスとフランスに宣戦布告した（イタリアの参戦）。
宣戦布告と共にシチリア海峡への機雷敷設を行う。
7月6日から第2戦隊（ジョヴァンニ・デレ・バンデ・ネーレ、バルトロメオ・コレオーニ）は駆逐艦や水雷艇とともにナポリとカターニアからベンガジへ向かう船団を護衛した。この船団は人員2200名、戦車72両、車両237両や16,000トン以上の燃料および補給物資を運ぶもので、7月8日にベンガジに到着した。
翌9日、イタリア艦隊は、イギリス海軍地中海艦隊（司令長官アンドルー・ブラウン・カンニガム中将）およびオーストラリア海軍で編成された連合国軍艦隊と交戦する（カラブリア沖海戦）。旗艦ウォースパイト (HMS Warspite) に砲撃されて敗退した。
その後、イギリスの小型タンカー船団がルーマニアからギリシャ水域へと向かっているとの情報に基づき、第2戦隊（ジョヴァンニ・デレ・バンデ・ネーレ、バルトロメオ・コレオーニ）にその攻撃が命じられた。7月17日、カサルディ提督に率いられたイタリア軽巡2隻は、トリポリから出撃した。カサルディ提督は「ジョヴァンニ・デレ・バンデ・ネーレ」に将旗を掲げていた。
7月19日朝、クレタ島西のアンティキティラ海峡からエーゲ海へ入った伊軽巡2隻は、イギリスの第2駆逐群（駆逐艦アイレクス、ヒーロー、ヘイスティ、ハイペリオン）と遭遇、戦闘となった（スパダ岬沖海戦）。英駆逐艦は味方軽巡のいる北東へ向かい、伊軽巡2隻は追撃しながら主砲を発射した。だが、戦場にオーストラリア海軍の軽巡洋艦シドニー (HMAS Sydney) と、イギリス海軍の駆逐艦ハヴォック (HMS Havock, H43) があらわれて形成が逆転した。シドニーからの砲撃でジョヴァンニ・デレ・バンデ・ネーレは被弾し4名が死亡、4名が負傷した。伊軽巡2隻は反転して南方方向へ逃走を開始する。今度はイギリス水雷戦隊が伊軽巡2隻を追撃した。クレタ島に乗り上げることを恐れて伊軽巡2隻（速力37ノット）が南西に変針したところ、シドニー（速力約32ノット）などに追いつかれてバルトロメオ・コレオーニが被弾、航行不能となる。同艦は集中砲火を浴びて撃沈された。ジョヴァンニ・デレ・バンデ・ネーレもシドニーからの砲撃が再び命中して死者4名と負傷者12名を出すが、逃走に成功した。
本海戦において、ジョヴァンニ・デレ・バンデ・ネーレは被弾して速力低下した姉妹艦を救援せず、見捨てることによって生還した。しかし速力を落として掩護にまわった場合、イギリス水雷戦隊に包囲されて姉妹艦バルトロメオ・コレオーニもろとも撃沈された可能性がある。翌20日、イギリス空母イーグル (HMS Eagle) はジョヴァンニ・デレ・バンデ・ネーレを撃沈するためソードフィッシュでトブルク軍港を襲ったが目当ての伊軽巡を発見できず、停泊中の枢軸国艦艇を攻撃してイタリア駆逐艦2隻（オストロ、ネンボ）を撃沈している。
姉妹艦の犠牲で生き延びたジョヴァンニ・デレ・バンデ・ネーレは、12月4日付で第4戦隊に編入された。司令官はアントニオ・トスカーノ少将であった。

### 1941年
1941年2月6日からナポリからトリポリへ向かう船団を護衛。同月末にもナポリからトリポリへ向かう船団支援に従事した。この作戦中の2月25日夜、イタリア軽巡洋艦アルマンド・ディアス (Armando Diaz) が英潜水艦アップライト (HMS Upright, N89) に撃沈された。
4月後半、イタリア軽巡洋艦ルイージ・カドルナなどとともに、ナポリからトリポリへ向かう船団の遠距離護衛に従事した。
5月、イギリス軍のMD4作戦に対する迎撃作戦に参加。次いで北アフリカへ向かう船団の遠距離護衛に従事。6月9日にはトリポリ北東沖への、7月7日にはシチリア海峡への機雷原設置に参加。
10月20日から1942年1月3日まで特別海軍部隊の旗艦をつとめ、それから第8戦隊に編入。この間の1941年12月13日から14日に起きたボン岬沖海戦で姉妹艦2隻（アルベリコ・ダ・バルビアーノ、アルベルト・ディ・ジュッサーノ）が沈没した。トスカーノ司令官も戦死した。本来ならば「ジョヴァンニ・デレ・バンデ・ネーレ」も出撃するはずだったが、故障のために残留したという経緯がある。

### 1942年
1942年2月後半、メッシーナおよびコルフからトリポリへと二つの船団を運行するK7作戦に参加した。同年3月22日 、第2次シルテ湾海戦に参加する。イタリア側は新鋭戦艦リットリオ（アンジェロ・イアキーノ中将旗艦）、巡洋艦3隻（ゴリツィア、トレント、ジョヴァンニ・デレ・バンデ・ネーレ）と駆逐艦8隻を揃え、イギリス側は護衛部隊（軽巡5隻、駆逐艦多数）でアレキサンドリア発マルタ行き輸送船4隻を護衛していた。ジョヴァンニ・デレ・バンデ・ネーレは、英軽巡クレオパトラ（フィリップ・ヴァイアン少将旗艦）に命中弾を与えたという。だが本海戦において枢軸国側は決定的戦果を挙げられなかった。帰路には暴風のためイタリア駆逐艦2隻（ランチエーレ、シロッコ）が沈没した。その一方で航空攻撃で連合軍輸送船団を撃滅し、主目的であるマルタへの物資補給を阻止した。
同年4月1日、軽巡ジョヴァンニ・デレ・バンデ・ネーレは駆逐艦アヴィエーレ、水雷艇リーブラに護衛され、シチリア島北東部メッシーナからイタリア本土のラ・スペツィアへ向かう途中、ストロンボリ島南東沖でイギリス潜水艦アージに捕捉される。目標を重巡洋艦と判断したアージは、魚雷1本の調停深度10フィートから12フィートに、別の魚雷1本の調停深度を16フィートから18フィートに変更した。本来なら軽巡の艦底を通過するはずだったが、バンデ・ネーレは損傷のため吃水が深くなっており、魚雷2本が命中した。ジョヴァンニ・デレ・バンデ・ネーレは沈没した。